# Noukous
Noukous (en russe : Нукус) ou Nukus (en ouzbek : Nukus ; en karakalpak : No‘kis / Нөкис), est une ville d'Ouzbékistan et la capitale de la république autonome du Karakalpakstan. 
Noukous abrite le musée des arts Igor-Savitsky ou musée de Savitsky, également connu sous le nom du Louvre du désert. Ce musée a une grande collection de tableaux avant-gardistes.

## Géographie
Noukous est située à l'ouest de l'Ouzbékistan, à 810 km de Tachkent. Elle est proche de la ville historique de Kounia-Ourguentch, située dans l'actuel Turkménistan. Noukous est l'ancienne porte d'accès à la mer d'Aral, dont le rivage d'origine se trouvait à 170 km au nord, aujourd'hui de plus en plus éloigné à cause de la diminution progressive de la superficie de la mer d'Aral.

## Culture
Noukous est surtout connue pour ses deux principaux musées :
- le musée Igor-Savitsky rassemble une collection de tableaux modernes d'artistes russes de la période 1918-1935, emmenés loin de Moscou par le conservateur Savitsky, qui permit d'éviter leur destruction voulue par Staline ;
- le musée d'État du Karakalpakstan présente le patrimoine archéologique de la région.

### Liens externes

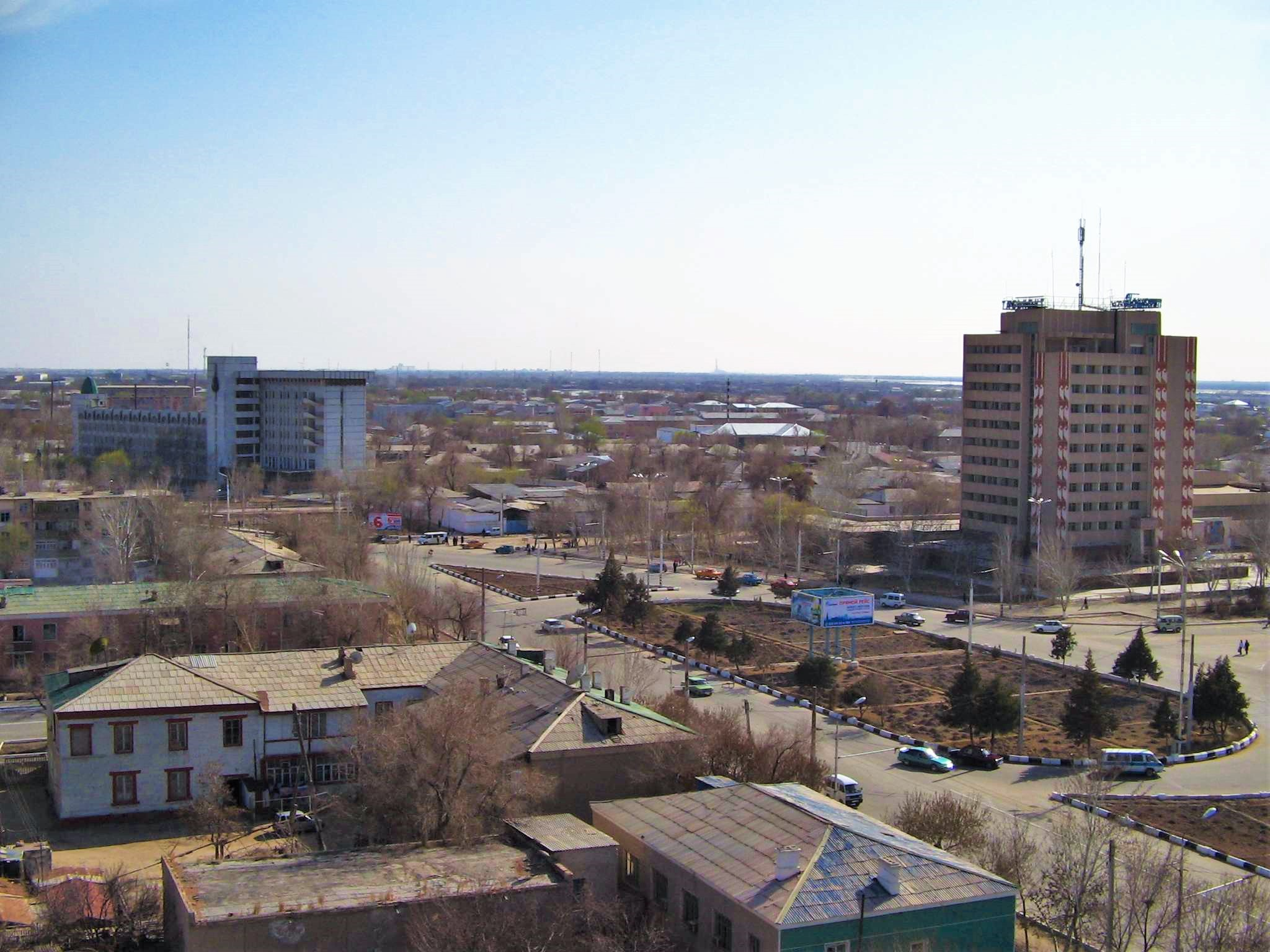
Vue du centre-ville